# 七久保村
七久保村（ななくぼむら）は長野県上伊那郡にあった村。現在の飯島町大字七久保にあたる。

## 地理
- 山：念丈岳、奥念丈岳
- 河川：与田切川、前沢川

## 歴史
- 1881年（明治14年）8月17日 - 近世以来、片桐村1村として扱われていた「片桐七ヶ村」の一つであった七久保村が独立。
- 1889年（明治22年）4月1日 - 町村制の施行により、七久保村が単独で自治体を形成。
- 1953年（昭和28年）2月1日 - 字三林・字袴ヶ腰・字烏帽子ヶ丘の各一部が上片桐村（現・下伊那郡松川町）に編入。
- 1956年（昭和31年）9月30日 - 飯島町と合併し、改めて飯島町が発足。同日七久保村廃止。

## 交通

### 鉄道路線
- 日本国有鉄道
  - 飯田線
    - 高遠原駅 - 七久保駅

### 道路
現在は旧村域を中央自動車道が通過するが、当時は未開通。